# Salavatskij rajon
Il Salavatskij rajon (in russo Салаватский район?) è un municipal'nyj rajon della Repubblica della Baschiria, nella Russia europea.